# 글로스터 (치즈)
글로스터 치즈(영어: Gloucester cheese)는 잉글랜드 글로스터셔주에서 생산되는 치즈를 말한다. 글로스터 소의 젖으로 만든다.
글로스터 치즈는 무지방 우유에 소량의 전유를 섞어 만드는 싱글 글로스터와 전유로만 생산하는 더블 글로스터 두 가지 종류가 있다. 두 유형 모두 식감의 느낌으로 단단하다는 느낌을 받는데, 싱글 글로스터가 더 쉽게 부서지며, 지방이 적다. 더블 글로스터는 싱글 글로스터보다 장기간 숙성되어 보다 강한 풍미를 내며, 싱글 글로스터보다 약간 더 단단하다. 두 유형 모두 둥근 형태로 만들어지지만, 더블 글로스터가 크기가 더 크다. 더블 글로스터는 체더 치즈와 체셔 치즈와 같이 질이 우수하여 수출되지만, 싱글 글로스터는 국내에서 소비되는 경향이 있다.